# Hospital Dr. Vinicio Calventi
El Hospital General Dr. Vinicio Calventi es un hospital público autogestionado que ofrece atenciones generales de salud de tercer nivel en el municipio de Los Alcarrizos en República Dominicana

## Historia
El Hospital General Dr. Vinicio Calventi se inició como un proyecto para facilitar el acceso a servicios de salud de los municipios de Los Alcarrizos, Pedro Brand y zonas aledañas en la provincia Santo Domingo donde al momento de su inauguración se proyectó para atender a más de un millón de habitantes. El proyecto de la construcción del hospital permaneció en carpeta por más de diez años hasta su inauguración el 15 de julio de 2007 con una inversión superior a US$26 millones de dólares.
Desde el año 2008 el hospital fue descentralizado del Ministerio Público y pasó al modelo de autogestión.
Posteriormente el hospital fue remozado, ampliado y modernizado en el año 2020 para atender un mayor número de pacientes y ofrecer una nueva gama de servicios con modernos equipos con una inversión de US$130 millones de dólares. En la actualidad el Hospital Vinicio Calventi es el principal hospital de la zona y ha impactado significativamente la calidad de vida de millones de habitantes de las afueras de la ciudad de Santo Domingo.
Posteriormente en el año 2021 fue remozada el área de emergencias del hospital con una inversión no especificada.
Lleva el nombre del prominente médico y gineco-obstetra José Vinicio Calventi.